# Hamilton Dhlamini
Hamilton Dhlamini es un actor, dramaturgo y cineasta sudafricano. Es conocido por su actuación en Isithembiso, Faith like Potatoes y The King's Messenger.

## Biografía
Dhlamini nació el 15 de diciembre de 1969 en Sebokeng, Sudáfrica.
Está casado y tiene tres hijos.

## Carrera profesional
Debutó como actor teatral a principios de 1984. Posteriormente, participó en la comedia de situación de SABC 1 Mzee Wa Two Six. En 2008, protagonizó la serie corta de SABC1, adaptada de la obra de William Shakespeare King Lear. Se unió a la comedia de SABC 2 Stokvel como 'Mojo Khumalo'. El mismo año, actuó en la serie Ten Bush dirigida por Mncedisi Shabangu. Por su papel, ganó el Premio de Teatro Naledi al mejor actor de reparto. Luego, en 2009, colaboró con William Kentridge y Handspring Puppet Company en Woyzeck en Highveld.
En 2006, se unió al elenco de Faith like Potatoes de Regardt van den Bergh. Por su interpretación en la película, ganó un premio de cine y televisión de Sudáfrica (Safta) en la categoría mejor actor de reparto. En 2007, ganó el premio Cuerno de oro al mejor actor de reparto en un largometraje. En 2018, participó en la serie de televisión Isithembiso. El mismo año, volvió a ganar el premio Cuerno de oro como Mejor Actor por 'Isithembiso'.
Dhlamini fundó una productora llamada 'Ndlondlo Productions'.

## Filmografía
| Año  | Título                      | Rol                    | Tipo                | Ref.  |
| ---- | --------------------------- | ---------------------- | ------------------- | ----- |
| 1990 | The King's Messenger        | Poacher                | Película            |       |
| 2001 | Scoop Schoombie             | Sparks                 | Serie de televisión |       |
| 2004 | Gums & Noses                | Distribuidor callejero | Película            |       |
| 2006 | Faith like Potatoes         | Simeon Bhengu          | Película            | [ 5 ] |
| 2009 | Izingane Zobaba             | Lucky                  | Serie de televisión |       |
| 2010 | Jozi                        | Policía de tránsito    | Película            |       |
| 2011 | Otelo Burning               | Skhumbuzo              | Película            |       |
| 2013 | Nothing for Mahala          | Capataz                | Película            |       |
| 2016 | Fluiters                    | Bantu Ntenga           | Serie de televisión |       |
| 2016 | Umlilo                      | Mnqobi Simelane        | Película            |       |
| 2017 | Lokoza                      | Director               | Cortometraje        |       |
| 2017 | Five Fingers for Marseilles | Sepoko                 | Película            |       |
| 2018 | Isithembiso                 | Banzi Motaung          | Serie de televisión |       |
| 2021 | Isibaya                     | Andile Sibiya          |                     |       |
| 2021 | DiepCity                    | Bonga                  | Serie de televisión |       |
| 2021 | Reyka                       | Hector Zwane           | Serie de televisión | [ 6 ] |